# Xanthopimpla curvicaudata
Xanthopimpla curvicaudata är en stekelart som beskrevs av Pierre L. G. Benoit 1953. Xanthopimpla curvicaudata ingår i släktet Xanthopimpla och familjen brokparasitsteklar. Inga underarter finns listade i Catalogue of Life.